# Jacques de Lacretelle
Jacques de Lacretelle, född 14 juli 1888, död 2 januari 1985, var en fransk författare, sonson till Pierre-Henri de Lacretelle.

## Biografi
Lacretelle gav den klassiska franska konstformen den analytiska romanen ett modernt, av Marcel Proust och André Gide influerat innehåll. I Silbermann (1922) skildrar han en intellektuell, av kärlek till fransk kultur besjälad judegosses martyrium i ett parisiskt lycéum; tendensfritt, i ett individuellt fall, belyser han här problemet med judarnas inställning till det moderna samhället. Till en annan grupp av de av samhället utstötta hör hjältinnan i La Bonifas (1925), en homosexuell kvinna, som under första världskriget ger prov på sin heroism och moraliska överlägsenhet. Lacretelles senare romaner är Amour nupitial (1929), Le retour de Silbermann (1929) och den i större format planlagda släktskildringen Les hauts Ponts (Sabine 1932, Les fiançailles 1933).

## Böcker på svenska
- Marie Bonifas (översättning Fulvia Stiernstedt, Bonnier, 1926) (La Bonifas)
- Silbermann (översättning Signhild Claëson, Norstedt, 1929) (Silbermann)